# 9034 Oleyuria
9034 Oleyuria este un asteroid din centura principală de asteroizi.

## Descriere
9034 Oleyuria este un asteroid din centura principală de asteroizi. A fost descoperit pe 26 august 1990 la Observatorul de Astrofizică din Crimeea de Liudmila Juravliova. El prezintă o orbită caracterizată de o semiaxă mare de 2,64 ua, o excentricitate de 0,08 și o înclinație de 9,4° în raport cu ecliptica.